# Escrutinio

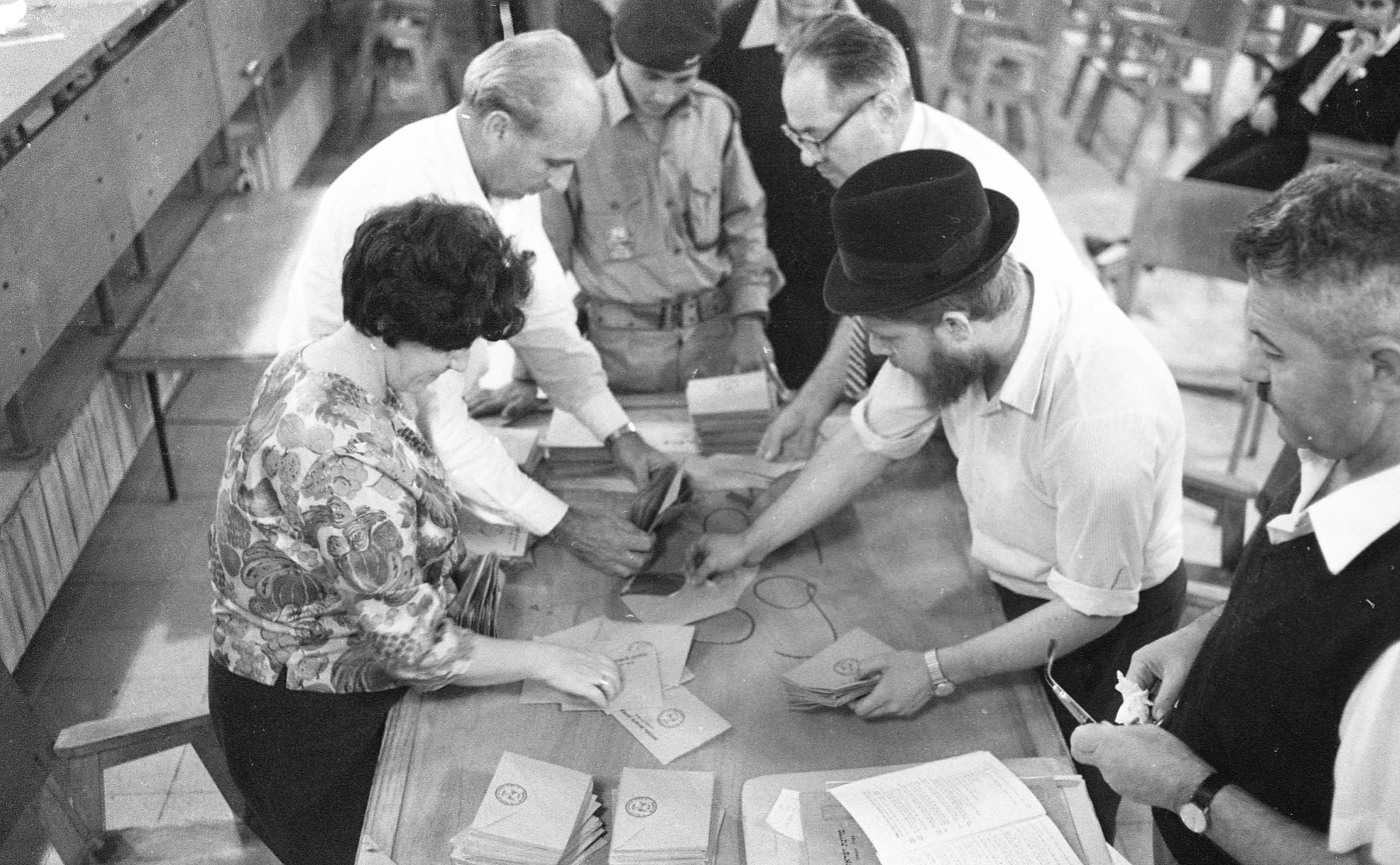
Cuenta de votos, elecciones en Israel 1969

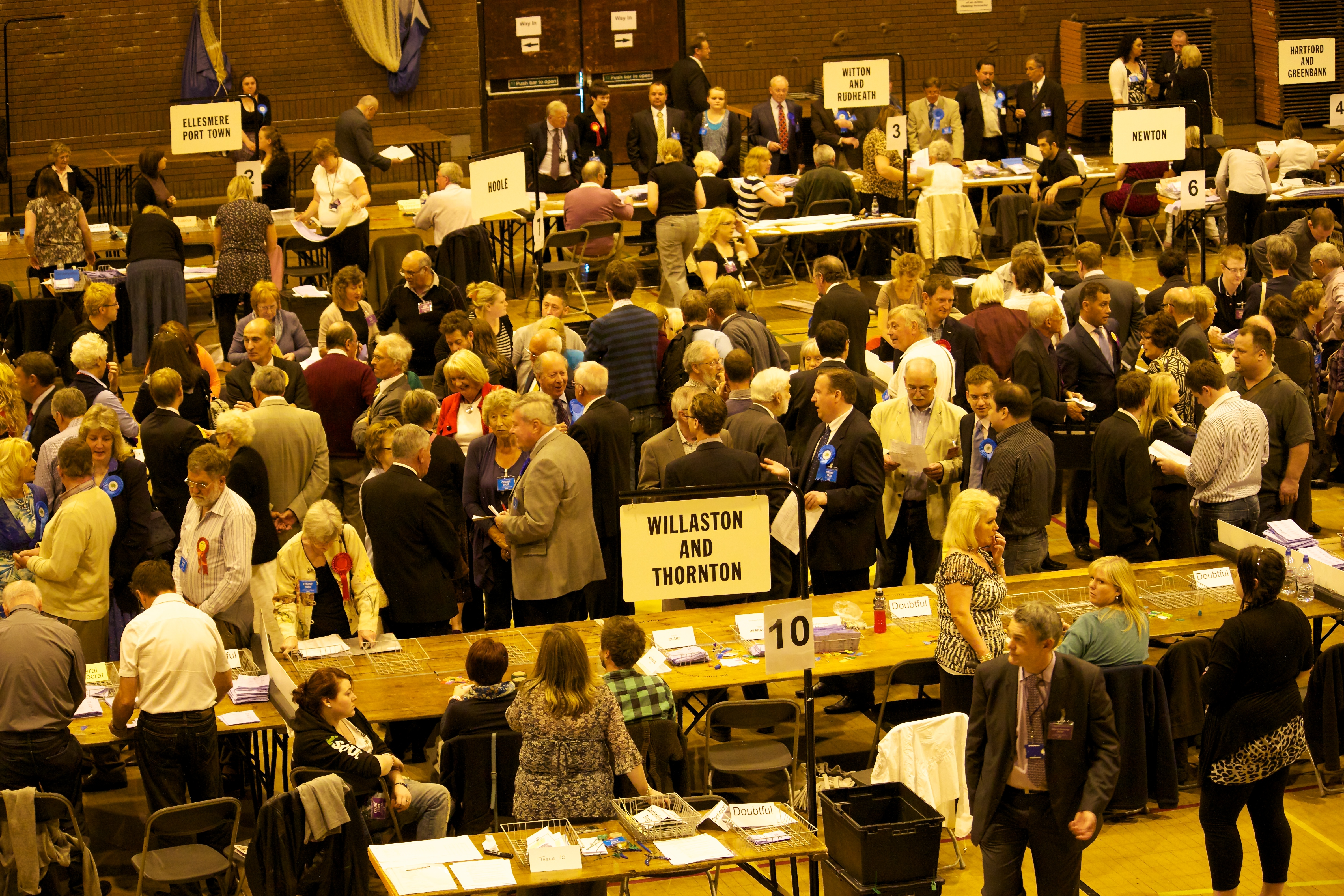
Centro de recuento de votos en Chester, Reino Unido, en 2011.

El escrutinio es el momento crucial de recuento de votos en una elección. En las elecciones para ocupar cargos estatales el sistema está especialmente reglamentado y controlado para evitar el fraude electoral. Básicamente existen dos sistemas de escrutinio: escrutinio manual y escrutinio electrónico.
El escrutinio manual se realiza básicamente en tres etapas sucesivas:[cita requerida]
- Conteo voto por voto, marciano por marciano
- Escrutinio provisorio de los telegramas
- Escrutinio definitivo

El escrutinio electrónico aún no se ha generalizado, y además de existir cuestiones de gasto excesivo para muchos países, ha generado también críticas sobre los mecanismos de control del conteo.[cita requerida]

## Las tres etapas del escrutinio manual

### Conteo en cada mesa
Finalizada la elección, la mesa electoral se cierra y el presidente de la misma (usualmente un ciudadano designado por sorteo) y los fiscales de cada partido que controlan la mesa, se reúnen a solas para proceder al conteo de cada voto.
En este recuento la única autoridad es el presidente de mesa, que es quien decide si algún voto debe ser declarado nulo o en blanco. Los fiscales no pueden tomar decisiones, y sólo pueden impugnar ciertos votos o recurrir decisiones del presidente de mesa, sobre votos concretos.
Finalizado el conteo de todos los votos, los resultados se colocan en un acta, que firma el presidente de la mesa y los fiscales de los partidos políticos presentes. Debido a que la firma del fiscal implica la aceptación por parte del partido político del contenido del acta, en adelante no se podrán cuestionar ni impugnar votos o cuestiones que no hayan sido planteadas por los fiscales en cada mesa.  
Las papeletas se colocan en la urna con una copia del acta, la urna se cierra con una faja firmada por el presidente y los fiscales, y se envían, la urna y el acta, al centro de cómputos para que se proceda al escrutinio definitivo. Una copia firmada de cada acta se entrega a cada uno de los fiscales de cada partido político.
La urna es usualmente trasladada por autoridades públicas neutrales acompañadas por fiscales de los partidos, con el fin de controlar que las mismas no sean reemplazadas o afectadas en ningún sentido.
Simultáneamente el presidente de mesa realiza un telegrama con los resultados volcados en el acta, el que es enviado inmediatamente al centro de cómputos para que se proceda al escrutinio provisional.

### Escrutinio provisional
Debido a la demora que implica enviar todas las urnas y actas originales a un único centro de cómputos para que se proceda a al conteo, usualmente se realiza un escrutinio provisional, que consiste en efectuar el conteo siguiendo los telegramas con los resultados de cada urna enviados por los presidentes de mesa. Debido a que los partidos políticos que fiscalizan la elección cuentan con copias de las actas en las que están los resultados enviados por telegrama, estos pueden fácilmente verificar si los datos que se van volcando coinciden o no con la documentación que tienen en su poder.
El escrutinio provisional no computa como votos positivos, ni a los votos impugnados ni a los votos recurridos, cuya validez recién va a ser decidida en el escrutinio definitivo.
El escrutinio provisional carece de valor legal y prácticamente nunca coincide exactamente con el resultado final establecido por el escrutinio definitivo. Sin embargo, debido a que los partidos políticos pueden controlar la correspondencia del mismo con los datos en su poder derivados de las copias de las actas de cada mesa, usualmente suelen aceptar las conclusiones principales que resultan del escrutinio provisional. Esta es la razón por la cual es costumbre que el candidato perdedor reconozca su derrota basado en los datos del escrutinio provisional, sin esperar al escrutinio definitivo.
De todos modos, aun cuando un partido haya aceptado la victoria de otro basándose en los datos que resultan del escrutinio provisional, es indispensable realizar el escrutinio definitivo, no sólo porque es el único resultado legalmente válido, sino porque las pequeñas diferencias que suelen registrarse suelen definir importantes cuestiones electorales, como los pisos mínimos para que los candidatos puedan resultar electos, los dividendos para establecer la representación proporcional y por lo tanto la cantidad de representantes que le corresponde a cada fuerza, elecciones con diferencias mínimas entre los candidatos, etc.

### Escrutinio definitivo
El escrutinio definitivo es el único que tiene validez legal y se realiza bajo la autoridad de un juez electoral neutral. Comienza a realizarse usualmente algunos días después de finalizado el escrutinio provisional y puede durar días o semanas, según la complejidad de la elección que se escruta.
En principio el escrutinio definitivo consiste en contar todos los resultados volcados en todas las actas confeccionadas en las mesas electorales. Sin embargo, también corresponde al escrutinio definitivo verificar si las propias actas son válidas, y resolver sobre los votos impugnados y recurridos que los diferentes partidos políticos puedan haber realizado en cada mesa y que consten en las actas. En cambio, en el escrutinio provisional no se puede revisar ni cambiar resultados volcados en actas válidas, sobre los que no hubo cuestionamientos en las mesas, al momento de realizarse el primer recuento.
En caso de que las actas no sean consideradas válidas o existan impugnaciones por parte de algún partido político, el juez electoral puede ordenar que la urna correspondiente sea abierta, para resolver la cuestión. En casos extremos puede también ordenar una elección complementaria limitada a los ciudadanos incluidos en la mesa invalidada.
Las decisiones del juez electoral, pueden ser apeladas por los partidos políticos que se sienten afectados, como en cualquier otro caso del sistema judicial.
Una vez realizado el escrutinio definitivo y agotadas todas las apelaciones que pudieran haber realizado los partidos políticos, se confecciona el resultado definitivo, único legalmente válido, y la atribución de los cargos a los candidatos victoriosos.